# 샤하나 고스와미
샤하나 고스와미(힌디어: शहाणा गोस्वामी, 영어: Shahana Goswami, 1986년 5월 6일 ~ )는 인도의 배우이다.

## 출연 작품
- 어둠 속에서 (2017)
- 유 아 마이 선데이 (2016)
- 언더 콘스트럭션 (2015)
- 포스 오브 데스티니 (2015)
- 바라: 축복 (2013)
- 한밤의 아이들 (2012)
- 게임 (2011)
- 라 원 (2011)